# Lingue delle isole dello stretto di Torres
Le lingue delle isole dello stretto di Torres sono lingue australiane aborigene e lingue papuane diverse da quelle parlate dagli aborigeni australiani. Ci sono tre lingue parlate nelle Isole dello Stretto di Torres: due lingue indigene e un creolo basato sull'inglese. Il Kalaw Lagaw Ya è una lingua parlata delle lingue pama-nyunga della terraferma australiana. Il Meriam Mir: un membro delle lingue Trans-Fly parlate nella vicina costa meridionale della Nuova Guinea e l'unica lingua papuana parlata sul territorio australiano. Entrambe le lingue sono agglutinanti; tuttavia il Kalaw Lagaw Ya sembra essere in fase di transizione verso un linguaggio declinazionale mentre il Meriam Mìr è più chiaramente agglutinante. Lo Yumplatok, o Creolo dello Stretto di Torres, è la terza lingua, un creolo inglese del Pacifico.